# Côte de Budd
La côte de Budd est une côte de la terre de Wilkes en Antarctique.
Plus précisément, il s'agit de la partie entre les îles Hatch (en) (109°16'E) et le cap Waldron (en) (115°33'E).
Cette côte a été repérée par l'expédition Wilkes en février 1840 et nommée d'après le membre d'équipage Thomas A. Budd (en).